# Зарубин, Андрей Иванович
Андрей Иванович Зарубин (14 октября 1929, Москва — 18 августа 2018, Москва) — советский учёный-ракетостроитель, Герой Социалистического Труда (1978).

## Биография
Родился 14 октября 1929 года в Москве. В 1953 году Зарубин окончил МВТУ имени Баумана и стал работать сначала инженером в КБ Южного машиностроительного завода в Днепропетровске, затем старшим инженером в ОКБ С. П. Королёва, руководителем группы, начальником сектора ОКБ-586 в Днепропетровске. С июля 1964 года Зарубин работал главным конструктором — заместителем начальника Государственного специального КБ приборостроения. С 1969 года Зарубин был заместителем директора — главным конструктором НИИ прикладной гидромеханики, а с 1974 года директором этого НИИ.
Под руководством Зарубина была разработана первая мире авиационная противолодочная ракета «Кондор». За время руководства НИИ он руководил также разработкой ряда скоростных подводных ракет, авиационных противолодочных ракет, корректируемых и управляемых бомб.
Указом Президиума Верховного Совета СССР 11 августа 1978 года за успешное завершения разработки противолодочного комплекса со скоростной подводной ракетой «Шквал» Андрей Иванович Зарубин удостоен звания Героя Социалистического Труда с вручением ордена Ленина и золотой медали «Серп и Молот».
С 1981 года Зарубин руководил НПО «Регион».
Лауреат Ленинской премии. Также награждён двумя орденами Трудового Красного Знамени и рядом медалей.